# Гуго Лендер Бломквіст
Гуго Лендер Бломквіст (5 червня 1888 — 28 листопада 1964) — американський ботанік шведського походження. Його всебічні знання охоплювали гриби, бактерії, мохоподібні, водорості, трави та папороті.

## Біографія
Хоча деякі джерела вказують рік його народження як 1885, насправді Бломквіст народився у 1888 році в Блаттнікселе, муніципалітет Сурселе, Швеція. Його сім'я володіла невеликою фермою під назвою «Blomåker». У той час у Швеції багато сімей відмовлялися від прізвищ по батькові і почали брати постійні прізвища. Використовуючи назву своєї ферми як натхнення, родина прийняла прізвище «Бломквіст», що означає «квітуча гілочка». У 1892 році його сім'я емігрувала до Кульма, Північна Дакота. Він отримав громадянство США шляхом натуралізації у 1900 році. Після завершення середньої освіти в державних школах Північної Дакоти, навчався в університеті Вальпараїсо з 1909 по 1912 рік. Потім він викладав у школі, керував оркестром і два роки працював директором середньої школи в містечку Діерінг, Північна Дакота.
До Чиказького університету Бломквіст вступив у 1914 році, де в 1916 році здобув ступінь бакалавра ботаніки. Восени того ж року він продовжив навчання на аспірантурі, яке через рік було перерване Першою світовою війною. Тож, Бломквіст вступив до армії США і служив музикантом першого класу в оркестрі 343-го піхотного полку з 1917 по 1919 рік. Після війни він залишився в Парижі на кілька місяців і вивчав біологічну хімію в Інституті Пастера. Після повернення до Сполучених Штатів відновив аспірантуру в Чиказькому університеті та захистив докторську дисертацію з ботаніки під керівництвом Вільяма Джессі Ґоуда Ленда. Здобув ступінь доктора філософії у 1921 році.
У 1920 році доктор Бломквіст був прийнятий до Коледжу Трійці (пізніше Дюкський університет) на посаду доцента біології, а в 1933 році він очолив кафедру ботаніки Дюкського університету і перебував на цій посаді до 1954 року, за винятком двох років (1940—1941), коли працював професором ботаніки за обміном в Університеті Пуерто-Ріко. У 1957 році вийшов на пенсію та став почесним професором ботаніки. Після виходу на пенсію він ще кілька років продовжував свої дослідження.
Започаткував бріологію в Дюкському університеті. У ті часи в Чикаго не існувало таксономії, і Бломквіст не мав формальної таксономічної підготовки. Він прийшов до Дюкського університету як морфолог. Однак він мав фундаментальні знання з морфології мохоподібних і запровадив курс під назвою «Морфологія мохоподібних і папоротей». Бломквіст мало знав про мохи в польових умовах і був зачарований пошуком мохів та печіночників, які він бачив лише в консервантах та на слайдах. Тому він почав колекціонувати, не маючи жодного уявлення про гербарій і не маючи жодного досвіду у зборі та підготовці зразків. Він приєднався до Мохового товариства Салліванта (нині Американське бріологічне та ліхенологічне товариство) і незабаром почав листуватися з Джорджем Конкліном, Джорджем Б. Кайзером, Абелем Джоелем Гроутом, Альбертом Лероєм Ендрюсом та Александром Вільямом Евансом, які ідентифікували для нього зразки та надавали інформацію про те, як їх підготувати та упакувати. Таким чином, початок 1920-х років став початком гербарію мохоподібних у Дюкському університеті.
Він також заснував гербарій Дюкського університету. Перше значне розширення гербарію Дюкського університету відбулося в 1930 році, коли Бломквіст домовився про придбання колекції Пауля Отто Шаллерта з Вінстон-Сейлема, Північна Кароліна. Колекція Шаллерта складалася з 16 000 зразків. Близько 12 000 з них були судинними рослинами, а решта — мохоподібними, лишайниками та водоростями. Шаллерт був доктором медицини зі ступенем магістра ботаніки, який збирав зразки з усього світу. «Це поповнення гербарію Дюкського університету, — повідомлялося в „Реєстрі випускників“ у червні 1931 року, — виводить колекцію зразків квіткових рослин Дьюка на перше місце на Півдні». Таким чином, гербарій Шаллерта і ранні колекції Бломквіста утворили невелике ядро, навколо якого гербарій Дюкського університету зростав і урізноманітнювався.
Професор Бломквіст відігравав активну роль у Моховому товаристві Салліванта (англ. Sullivant Moss Society) в 1930-х роках, коли допоміг реанімувати це товариство, яке на той час повільно згасало, включаючи друковане видання «The Bryologist», у критичний період його історії. Він рішуче підтримав рух за зміну назви організації на Американське бріологічне товариство та підвищення наукового статусу журналу «The Bryologist». Як голова кафедри ботаніки Дюкського університету, він запропонував притулок для занепалого гербарію мохів товариства і виділив кошти на його відновлення; був значною мірою відповідальним за придбання гербарію Абеля Джоеля Гроута.
Протягом своєї кар'єри Бломквіст відігравав провідну роль у багатьох професійних і наукових ботанічних товариствах. Він був секретарем і головою Південно-Східної секції Ботанічного товариства Америки, а також президентом Американського бріологічного та ліхенологічного товариства, Американського папоротевого товариства, Ботанічного клубу Південних Аппалачів (англ. Southern Appalachian Botanical Club), Академії наук Північної Кароліни (англ. North Carolina Academy of Science) та Асоціації південно-східних біологів (англ. Association of Southeastern Biologists) (одним із засновників якої він також був). Крім того, він був членом Американського товариства натуралістів (англ. American Society of Naturalists), Товариства американських таксономістів рослин (англ. Society of American Plant Taxonomists), Міжнародної асоціації з таксономії рослин (англ. International Assotiation for Plant Taxonomy), Американського генетичного товариства (англ. American Genetics Society), Американської асоціації лісового господарства (англ. American Forestry Assotiation), Фі Сігма (англ. Phi Sigma) та Сігма Сі (англ. Sigma Xi).
Гуго Лендер Бломквіст, почесний професор ботаніки Дюкського університету, помер у своєму будинку в Даремі, штат Північна Кароліна, 28 листопада 1964 року у віці 76 років. Похований на Історичному цвинтарі Оуквуд, Ролі, штат Північна Кароліна.

## Посади, відзнаки та нагороди
Член та стипендіат (1925 р.) Американської асоціації сприяння розвитку науки
Президент Американського бріологічного та ліхенологічного товариства (1940 — 1941 рр.)
Президент Американського папоротевого товариства (1962 р.), проте, невдовзі після обрання поганий стан здоров'я змусив Бломквіста піти у відставку і обов'язки президента виконував віцепрезидент згідно Статуту товариства.
В Університеті Дьюка запроваджена почесна професорська посада імені Гуго Л. Бломквіста.
Його ім'ям названий Сад південно-східних місцевих рослин імені Г. Л. Бломквіста, який є частиною Садів Сари П. Дюк в Дюкському університеті.

## Вибрані публікації
1926
Blomquist, H. L., Wilkerson, N. Francis. (1926). A laboratory manual of general botany. (Rev. ed.) Durham, N.C.: Duke University Press.
1929
- Blomquist, H.L. The relation of capillary cavities in the Jungermanniaceae to water absorption and storage. Ecology 10: 556—557.

1930
- Blomquist, H.L. Archegonial plants of Tortula pagorum (Milde) De Not. in North Carolina. THE BRYOLOGIST 33: 41-43.[20]

1931
- Blomquist, H.L. Checklist of the common mosses of Durham, North Carolina, and vicinity. Journal of the Elisha Mitchell Scientific Society 46: 170—178.[21]

- Blomquist, H.L. Genetics of mosses. Journal of the Elisha Mitchell Scientific Society 46: 267—275.[22]

1934
- Blomquist, H.L. Ferns of North Carolina. Durham, North Carolina: Duke University Press. [with an introduction by Donald C. Peattie].[23]

1936
- Blomquist, H.L. Hepaticae of North Carolina. THE BRYOLOGIST 39: 49-67.[24]

1937
- Blomquist, H.L. Hepaticae collected in the vicinity of Mountain Lake Biological Station, Va., 1934. Claytonia 4: 6-9.

- Blomquist, H.L. Mosses of North Carolina. I. Sphagnales. THE BRYOLOGIST 40: 67-71.[25]

1938
- Blomquist, H.L. Peatmosses of the southeastern States. Journal of the Elisha Mitchell Scientific Society 54: 1-21.[26]

1939
- Blomquist, H.L. Grasses new to North Carolina. Castanea 4 (4/5): 50-55.[27]

- Blomquist, H.L. Notes on southern Hepaticae. THE BRYOLOGIST 42: 29-32.[28]

- Blomquist, H.L. A new species of Plagiochila from the southern Appalachian Mountains. THE BRYOLOGIST 42: 113—117.[29]

1940
- Blomquist, H.L., Oosting, H.J. A guide to the spring and early summer flora of the Piedmont, North Carolina. [Durham, N. C.: Printed by the Seeman Printery, Inc.].[30]

- Blomquist, H.L. Another new species of Plagiochila from the southern Appalachian Mountains. THE BRYOLOGIST 43: 89-95.[31]

1941
- Blomquist, H.L., & Robertson, L.L. (1941). The Development of the Peristome in Aulacomnium heterostichum. Bulletin of the Torrey Botanical Club, 68(8), 569—584.[32]

1947
- Louis G. Williams and H. L. Blomquist. A collection of marine algae from Brazil. Bull. Torrey Bot. Club 74(5): 383—397.[33]

1948
- Blomquist, H.L. The grasses of North Carolina. Durham, North Carolina: Duke University Press.[34]

1951
- Blomquist, H.L., & Rogers, H.J. (1951). Sphagnum macrophyllum Bernh. The Bryologist, 54(2), 95–102.[35]

1953
- Greene, Wilhelmina F. and Hugo L. Blomquist. Flowers of the South, Native and Exotic. Chapel Hill North Carolina: University of North Carolina Press.

1955
- Schuster, R.M., & Blomquist, H.L. (1955). A Comparative Study of Telaranea nematodes. American Journal of Botany, 42(7), 588—593.[36]

1957
- Blomquist, H.L. A revision of Hexastylis of North America. Brittonia 8: 255—281.[37]

1960
- Blomquist, H. L. (1960). «Fruiting» Specimens of Sphagnum portoricense. The Bryologist, 63(4), 225—229.[38]

1961
- Blomquist, H.L. & Diaz-Piferrer, M. A new species of Pseudobryopsis from Puerto Rico. Bulletin of Marine Science of the Gulf and Caribbean 11: 389—393.